# Helen Sjöholm

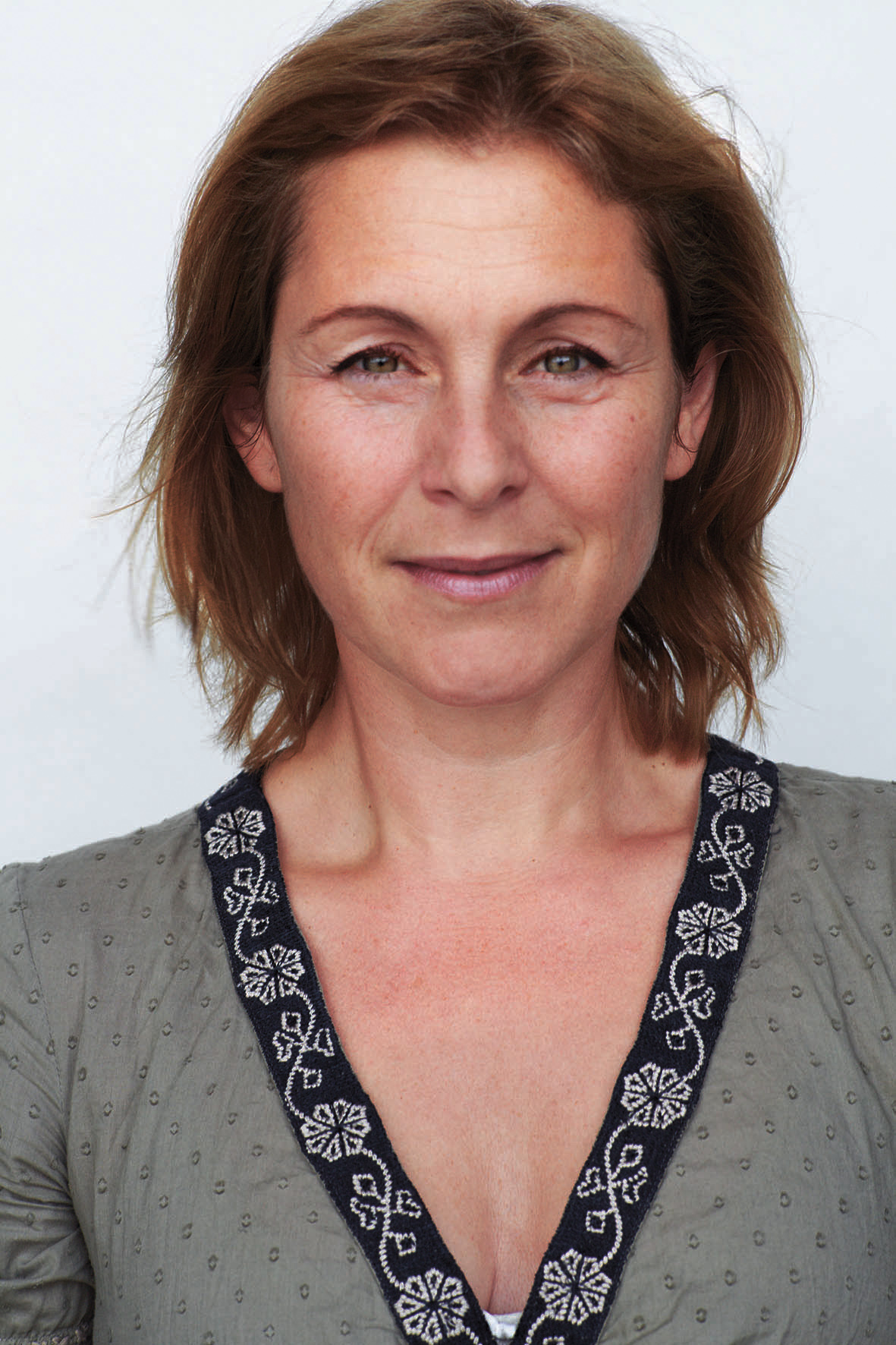
Helen Sjöholm (2012)

Marie Helen Sjöholm (* 10. Juli 1970 in Sundsvall) ist eine schwedische Sängerin und Schauspielerin. 

## Leben und berufliche Karriere
Sjöholm wurde vor allem bekannt als Musicalsängerin in Kristina från Duvemåla und der schwedischen Version von Chess. Außerdem wirkte sie auf drei Alben der Gruppe Benny Anderssons Orkester (BAO) von ABBA-Mitglied Benny Andersson mit. Mit dieser Gruppe trat sie auch live auf. 2002 veröffentlichte sie in Zusammenarbeit mit Georg Wadenius und Martin Östergren ihre erste, ausgesprochen erfolgreiche Soloplatte Visor, auf der sie schwedische Folksongs interpretiert. Sehr bemerkenswert ist daneben das Ergebnis ihrer Zusammenarbeit mit dem schwedischen Jazzpianisten Anders Widmark, die im Oktober 2003 erschienene CD Genom varje andetag.
Im Jahr 2004 spielte sie in dem Film Wie im Himmel (Så som i himmelen) die Rolle der Gabriella und sang das Hauptlied Gabriellas sång. In der Spielzeit 2005/2006 war sie auf der Bühne des Stockholms Stadsteater in der Rolle der Polly Peachum in der Dreigroschenoper zu sehen. Seit September 2008 steht sie als "Eliza Doolittle" im Musical My fair Lady im Oscarsteatern in Stockholm auf der Bühne.
Helen Sjöholm ist mit dem Tontechniker David Granditsky verheiratet.

## Auszeichnungen und Ehrungen
Im Jahr 2018 wurde Sjöholm mit der schwedischen königlichen Medaille Litteris et Artibus geehrt.

## Filmografie (Auswahl)
- 2004: Wie im Himmel (Så som i himmelen)
- 2011: Simon (Simon och ekarna)
- 2020: Kommissar Bäckström (Bäckström, Fernsehserie)

## Diskografie (Auswahl)

### Alben
| Jahr | Titel                                      | Höchstplatzierung, Gesamtwochen, AuszeichnungChartsChartplatzierungen (Jahr, Titel, Platzierungen, Wochen, Auszeichnungen, Anmerkungen) | Anmerkungen        |
| Jahr | Titel                                      | SE | Anmerkungen        |
| ---- | ------------------------------------------ | --- | ------------------ |
| 2002 | Visor                                      | SE4 (45 Wo.)SE |                    |
| 2003 | Genom varje andetag                        | SE11 (14 Wo.)SE | mit Anders Widmark |
| 2010 | Euforia - Helen Sjöholm sjunger Billy Joel | SE6 (24 Wo.)SE |                    |
| 2020 | En ny tid                                  | SE26 (1 Wo.)SE |                    |

Weitere Alben
- Elvira Madigan (1992)
- Chess på svenska (2002)

### Singles
| Jahr | Titel Album                            | Höchstplatzierung, Gesamtwochen, AuszeichnungChartsChartplatzierungen (Jahr, Titel, Album, Platzierungen, Wochen, Auszeichnungen, Anmerkungen) | Anmerkungen                   |
| Jahr | Titel Album                            | SE | Anmerkungen                   |
| ---- | -------------------------------------- | --- | ----------------------------- |
| 1996 | Du måste finnas                        | SE6 (39 Wo.)SE |                               |
| 1997 | Hemma                                  | SE60 (1 Wo.)SE |                               |
| 2003 | Sakta stiger solen Genom varje andetag | SE39 (2 Wo.)SE | mit Anders Widmark            |
| 2009 | Sommaren du fick                       | SE17 (3 Wo.)SE | mit Benny Anderssons Orkester |
| 2015 | Nu tändas tusen juleljus               | SE20 (14 Wo.)SE | mit Benny Anderssons Orkester |
| 2021 | Euforia                                | SE95 (1 Wo.)SE |                               |